# Fausta Shakiwa Mosha

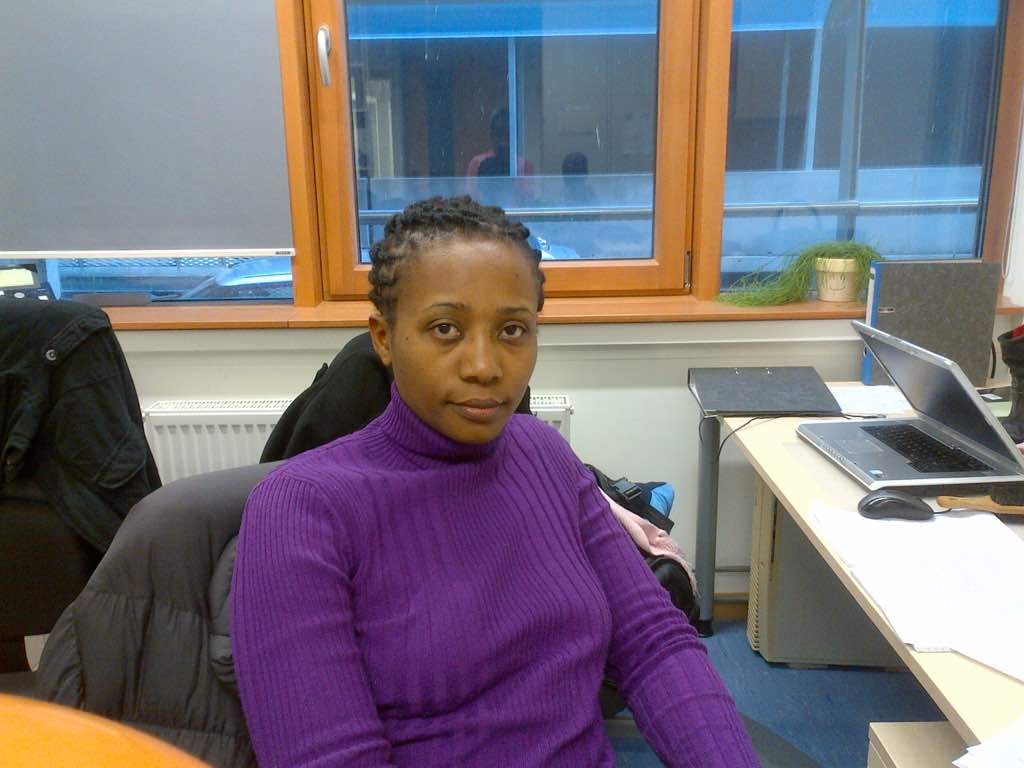
Dr. Fausta Mosha -Tư vấn phòng thí nghiệm cao cấp

Fausta Shakiwa Mosha (sinh ngày 14 tháng 4 năm 1976) là một nhà tư vấn phòng thí nghiệm cao cấp của Tanzania. Bà là Giám đốc Trung tâm đào tạo và đảm bảo chất lượng phòng thí nghiệm y tế quốc gia cho Bộ Y tế năm 2011.

## Tuổi trẻ
Sinh ra ở vùng Tanga, Tanzania, Mosha bắt đầu học tại Trường Quốc tế Tanga và sau đó chuyển đến Trường tiểu học Azimio, Tanga từ năm 1982 đến 1988. Từ năm 1989-1992, bà lần lượt học tại trường cấp hai Mbeya và Loleza và sau đó học tại trường trung học Kilakala và Loleza nơi bà tốt nghiệp năm 1995.
Bà đã lấy bằng MD từ Đại học Khoa học Y tế Muhimbili, Đại học Dar es Salaam và Phd vào năm 2014 từ Đại học Công giáo Leuven, Bỉ.

## Công việc

### Bộ Y tế
Bà đã được mời làm giám đốc cho Trung tâm đào tạo và đảm bảo chất lượng phòng thí nghiệm y tế quốc gia (NHLQATC) tại MoH, Tanzania vào năm 2010 và trong cùng năm đó, đã giành được một dự án quốc tế cho 9 quốc gia châu Phi và 11 quốc gia ở khu vực Caribbean.

### NHL/QATC
Fausta làm việc giám sát và cải thiện dịch vụ và giao hàng tại NHLQATC. Bà là đồng tác giả của một số bài báo và tạp chí y khoa và củng cố sự hợp tác giữa CDC và Phòng thí nghiệm y tế quốc gia ở Tanzania.

### Các dự án khác
Fausta đã và đang quản lý các dự án quốc tế và quốc gia khác, bao gồm:
Bà là Điều tra viên chính (PI) cho dự án Thử nghiệm về xét nghiệm nhanh HIV, Chứng nhận tủ an toàn sinh học và Hệ thống quản lý chất lượng phòng thí nghiệm g ở Tanzania, Uganda, Sierra leone, Cameroon, Angola, Lesentine, Ethiopia, Swaziland, Kenya và 11 quốc gia tại khu vực Caribbean, một dự án nhằm tăng cường năng lực phòng thí nghiệm của 9 quốc gia châu Phi và 11 quốc gia Caribbean để hỗ trợ chăm sóc và điều trị HIV Bà là một Giảng viên danh dự tại Đại học Y tế và Khoa học Đồng minh Muhimbili.
Ngoài ra, bà còn là Đồng Điều tra viên của Tổ chức Đánh giá tác động dân số HIV, Tanzania, Quản lý Dự án Mạng lưới Phòng thí nghiệm Y tế Công cộng Đông Phi (EAPHLNP), một dự án khu vực trị giá 30 triệu đô la nhằm tăng cường năng lực để chuẩn bị và ứng phó với dịch bệnh khu vực (Đông Phi)

## Cuộc sống cá nhân
Bà đã kết hôn với giáo sư Eliangiresa Amos Kaale và cùng nhau có ba đứa con..